# جوي مارتن
جوي مارتن هو لاعب هوكي الجليد كندي، ولد في 29 يوليو 1988 في ثورولد في كندا.

## وصلات خارجية
- جوي مارتن على موقع دوري الهوكي الوطني (الإنجليزية)
- جوي مارتن على موقع EliteProspects.com (الإنجليزية)
- جوي مارتن على موقع HockeyDB.com (الإنجليزية)